# جول اليميني (رخية)
'

تعديل مصدري - تعديل

جول اليميني هي إحدى قرى عزلة رخية بمديرية رخية التابعة لمحافظة حضرموت، بلغ تعداد سكانها 42 نسمة حسب تعداد اليمن لعام 2004.